# 애연
"애연"은 한국에서 제작된 이숭환 감독의 2018년 영화이다. 이자은 등이 주연으로 출연하였다.

## 출연

### 주연
- 이자은
- 장윤
- 성낙경
- 이도아

### 조연
- 서권순
- 장민설
- 오민우
- 윤태인

## 기타
- 각색: 이숭환
- 프로듀서: 전소민
- 제작부장: 민병석
- 촬영부: 강장수
- 조명: 이용호
- 연출부: 김기문
- 연출부: 윤희련
- 연출부: 고대한
- 동시녹음: 허상기
- 동시녹음: 이현권
- 미술: 이가빈
- 분장: 이가빈
- 의상: 이가빈
- 원작: 이혜희
- 동시녹음팀: 박주현
- 동시녹음팀: 문정욱